# 北見市常呂町カーリングホール

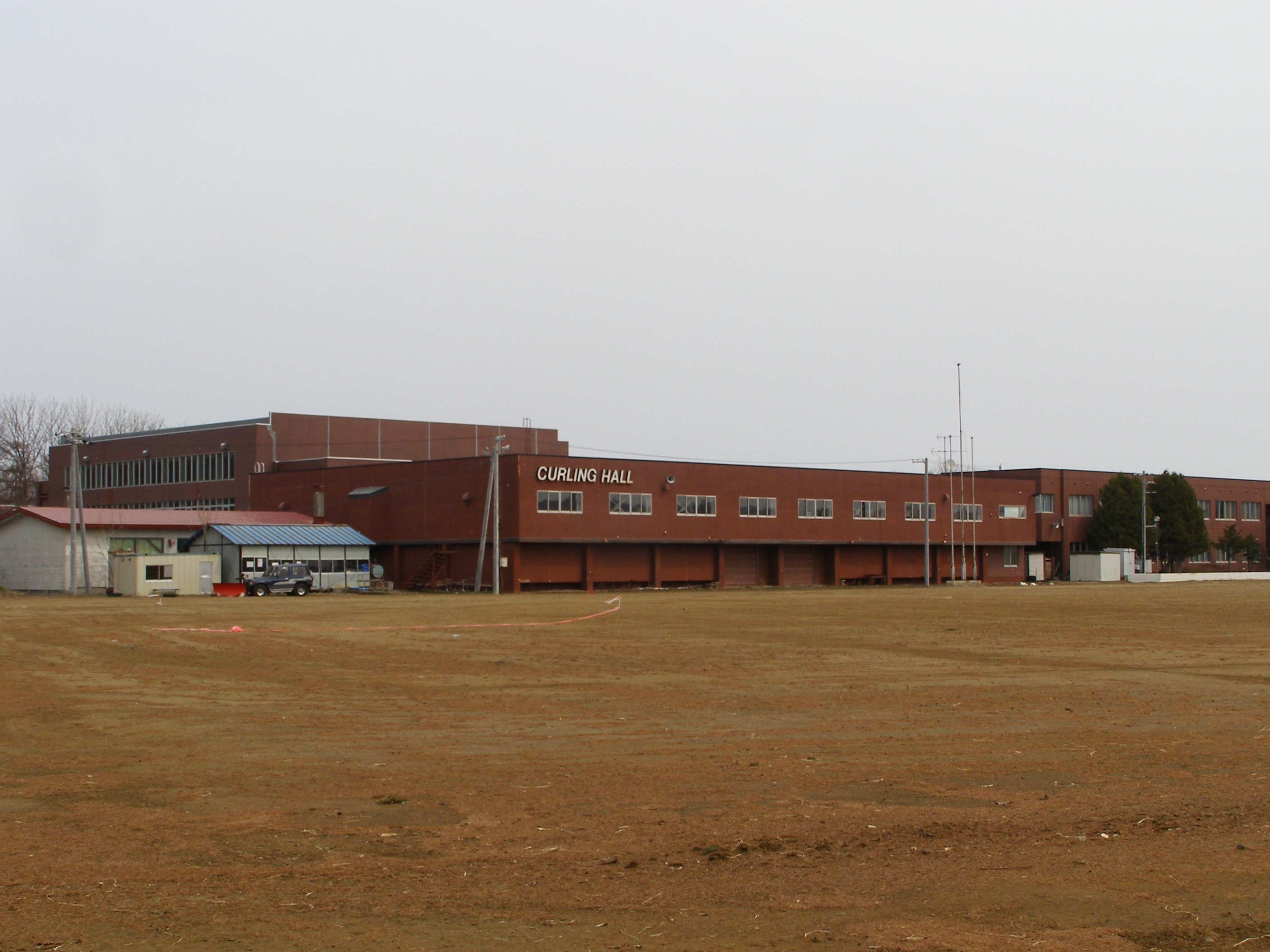
旧カーリングホール施設外観（2011年）

北見市常呂町カーリングホール（きたみしところちょうカーリングホール）は、北海道北見市にあるカーリング専用屋内競技場。
施設名称はネーミングライツ（命名権）をアドヴィックスと締結し、「アドヴィックス常呂カーリングホール」となっている。

## 概要
1988年（昭和63年）1月に旧常呂町が日本国内初となるカーリング専用ホール「常呂町カーリングホール」を建設。地域住民のスポーツの場だけではなく、国内レベルの競技大会も開催されて多くのオリンピック選手を輩出する施設になった。ところが、冬場しか利用できない点や施設の老朽化が進んできた点などから、北見市は移転新築を計画。隣接地に通年型で世界カーリング連盟の定める国際基準を満たすシートを6シート備えた施設の建設が決まり、国際大会を開催できる環境が整った。
2018年平昌オリンピックで銅メダル、2022年北京オリンピックで銀メダルを獲得したロコ・ソラーレの練習拠点となっている。

## 歴史
- 1988年（昭和63年）1月、「常呂町カーリングホール」オープン。
- 1989年（平成元年）2月、『第44回国民体育大会』（はまなす国体）デモンストレーション競技として「カーリング競技」開催。
- 2006年（平成18年）3月5日、市町村合併により「北見市」となり、施設名称が「北見市常呂町カーリングホール」となる。
- 2013年（平成25年）9月9日、アドヴィックスがネーミングライツ取得[4]。
- 2013年（平成25年）11月1日、「アドヴィックス常呂カーリングホール」オープン[7][8]。

## 施設
1階
- カーリングホール6シート（長さ45.72m×幅5m）[1][9]
- エントランスホール[1]
- コーチ・ジャッジスペース、選手専用トイレ、ジャッジ控室、用具室、機械室、会議室、更衣室、事務室[1]

2階
- 交流サロン[1]
- 空調機械室、多目的トイレ、授乳室、パントリー[1]

## 大会実績
※アドヴィックス常呂カーリングホール開場後の国内・国際大会を記載。
- NHK杯カーリング選手権大会（2013年 - ）
- アドヴィックスカップ（2014年 - ）
- 日本ジュニアカーリング選手権大会（2013年）
- 日本カーリング選手権大会（2015年・2022年・2023年）
- 日本ミックスダブルスカーリング選手権大会（2017年）
- パシフィックアジアカーリング選手権女子日本代表決定戦（2018年）

## アクセス
車
- 網走から常呂まで約33km（約40分）[9]
- 女満別空港から常呂まで約35km（約42分）[9]
- 北見市街から常呂まで約43km（約50分）[9]

## 参考資料
- “アドヴィックス常呂カーリングホール” (PDF) (2013年). 2016年3月4日時点のオリジナルよりアーカイブ。2015年6月16日閲覧。
- “北見市常呂町カーリングホール条例”. 北見市例規集.   北見市 (2013年). 2016年3月4日時点のオリジナルよりアーカイブ。2015年6月16日閲覧。
- “北見市常呂町カーリングホール管理規則”. 北見市例規集.   北見市 (2015年). 2016年3月4日時点のオリジナルよりアーカイブ。2015年6月16日閲覧。